# Krvavá sobota

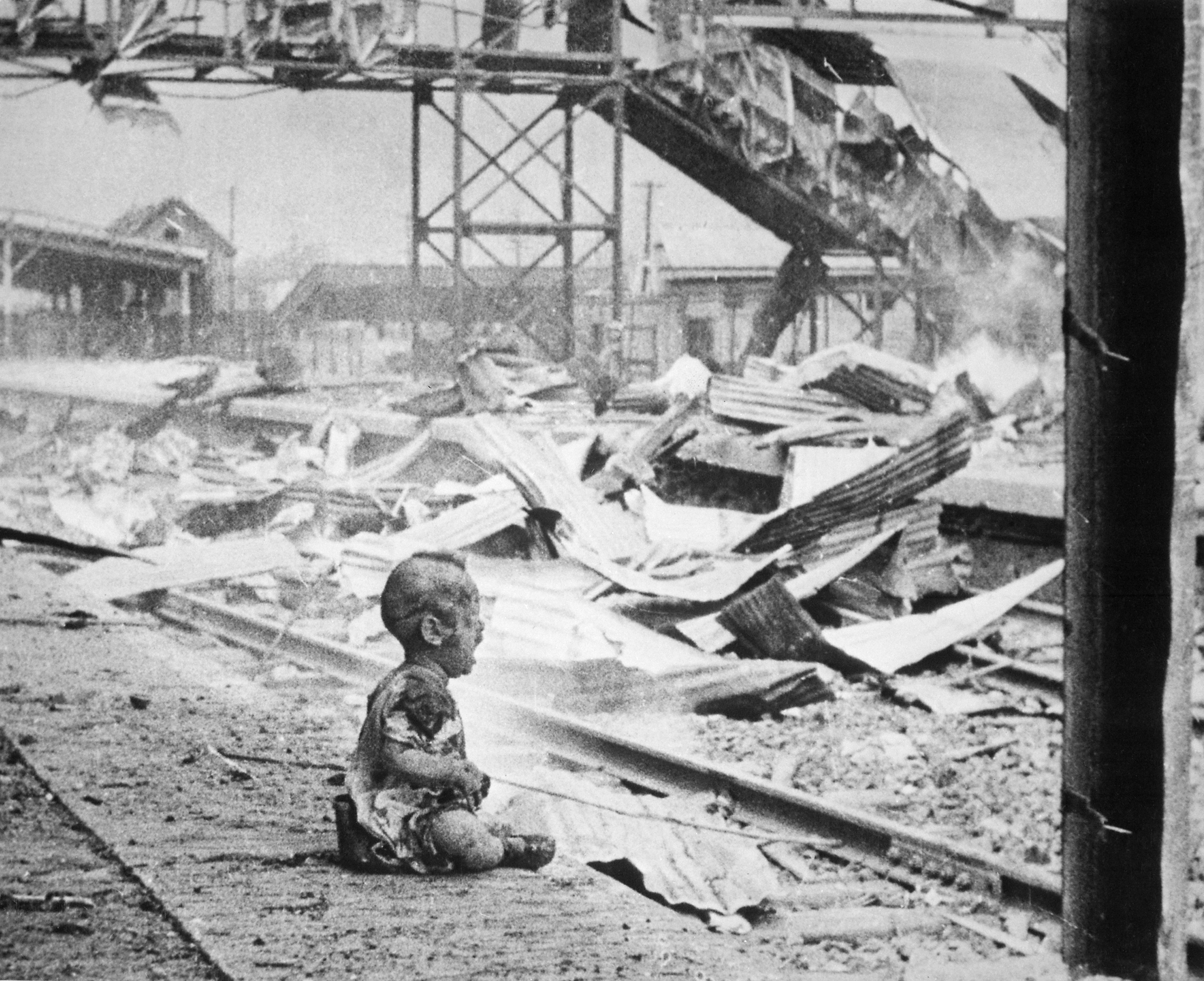
Wang Xiaoting: Fotografie plačícího dítěte uprostřed ruin bombardovaného železničního nádraží v jižní části Šanghaje, sobota 28. srpna 1937

Krvavá sobota je název černobílé fotografie zveřejněné na podzim roku 1937, kterou za méně než měsíc vidělo více než 136 milionů lidí. Fotografie ukazuje plačící čínské dítě v troskách šanghajského Jižního nádraží, fotografie se stala kulturní ikonou ukazující brutalitu Japonců během války v Číně. Snímek byl pořízen několik minut po leteckém útoku, který zasáhl civilisty během bitvy o Šanghaj. Fotograf společnosti Hearst Corporation, Wang Siao-tching, neznal jméno ani pohlaví zraněného dítěte, jehož matka ležela poblíž. Děťátku se začalo říkat Pching Mej. Fotografie v té době byla velmi rozšířená a způsobila jasnou nespokojenost západního světa ohledně násilí Japonska v Číně. Americký novinář Harold Isaacs nazval snímek jedním z nejúspěšnějších „propagandistických“ příkladů všech dob.
Wang Siao-tching pořídil záběry z bombardované jižní stanice pomocí filmové kamery Aimo a také pořídil několik fotografií pomocí fotoaparátu Leica. Slavný snímek pořízený fotoaparátem Leica byl také nazýván Čínský sirotek nebo Dítě na nádraží v Šanghaji. Fotografie byla odsouzena japonskými nacionalisty, kteří prohlašovali, že byla zinscenována.

## Příběh
Během druhé bitvy o Šanghaj postupovala japonská armáda na Šanghaj, v té době nejlidnatější město Číny. Wang Siao-tching a další novináři, jako Harrison Forman nebo George Krainukov, pořídili mnoho snímků, včetně strašných následků bombardování ze vzduchu japonskými letadly. Wang byl Číňan, který vlastnil obchod s fotoaparáty v Šanghaji. Národní revoluční armáda začala ustupovat z města a prolomila blokádu podél řeky Chuang-pchu-ťiang. Mezinárodní skupina novinářů se dozvěděla, že letadla japonského císařského námořnictva budou bombardovat blokádu ve 14:00 v sobotu 28. srpna 1937 a mnoho z nich se shromáždilo na střeše budovy Butterfield & Swire, aby mohli bombardování dokumentovat. Ve tři odpoledne nebylo vidět ani jedno letadlo a většina novinářů odešla. Zůstal pouze Wang Xiaoting, který pracoval pro Hearst Metrotone News. Ve čtyři hodiny odpoledne se objevilo 16 letadel japonského císařského námořnictva a začali bombardovat na Jižní stanici uprchlíky, kteří čekali na zpožděný vlak do Chang-čou na jih.
Wang Siao-tching sešel dolů na ulici, nastoupil do svého auta a rychle jel na zničené nádraží. O tom, co viděl, napsal:
„Byl to hrozný pohled. Lidé se pokoušeli vstát. Na kolejích i na nástupišti leželi mrtví a zranění. Všude byly rozptýleny končetiny. Pouze moje práce pomohla zapomenout na to, co jsem viděl. Zastavil jsem se, abych připravil fotoaparát. Všiml jsem si, že moje boty byly nasáklé krví. Šel jsem po železničních tratích a fotografoval jsem spoustu fotografií s hořícím mostem v pozadí. Pak jsem viděl muže, jak zvedá dítě ze zábradlí a odnáší ho na nástupiště. Vrátil se pro další vážně zraněné dítě. Matka ležela mrtvá na kolejích. Když jsem tuto tragédii natočil, slyšel jsem zvuk vracejících se letadel. Rychle jsem fotografoval dítě na zbývající snímky. Běžel jsem k němu, chtěl jsem ho odnést na bezpečné místo, ale vrátil se jeho otec. Bombardéry nám prolétaly nad hlavou, ale už žádné bomby neshodily.“

Wang nikdy nezjistil jméno tohoto dítěte, ať už to byl chlapec nebo dívka, a zda přežil. Další ráno přišel s obrázky ze svého fotoaparátu Leica do kanceláře China Press, kde je ukázal Malcolmu Rosholtovi a řekl: „Podívejte se na tohle!“. Noviny informovaly, že ráno bylo na nádraží asi 1800 lidí, většinou žen a dětí, a japonští piloti si je pravděpodobně spletli s pohybem vojsk. Bylo také řečeno, že letecký útok přežilo méně než 300 lidí. V říjnu časopis Life informoval o 200 mrtvých.

## Zveřejnění

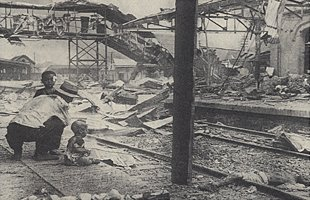
Další fotografie Wang Siao-tchinga publikoval časopis Look v prosinci 1937

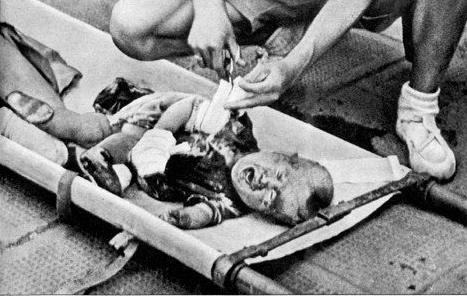
První pomoc dítěti na nosítkách

Wang Siao-tching poslal svou práci na americké námořní lodi k Manile a odtud byl film doručen do New Yorku společností Pan American World Airways. Od poloviny září 1937 Wangovo dílo vidělo po měsíci v samotných Spojených státech asi 50 milionů lidí a 30 milionů mimo Spojené státy americké. Fotografie plačícího dítěte byla vytištěna v novinách Hearst Publishing Trust s nákladem asi 25 milionů výtisků. Kromě toho byla fotografie vytištěna v dalších 1,75 milionu kopií jiných novin ve Spojených státech. Fotografie se poprvé objevila v časopise Life 4. října 1937, přičemž se odhadovalo, že ji vidělo 136 milionů lidí. Na titulní straně časopisu byla fotografie dítěte na nosítkách, když dostává lékařskou péči.

## Reakce
Snímek „Nezapomenutelný“ se stal jednou z nejvlivnějších fotografií, která ve Spojených státech způsobila protijaponský sentiment. „Přílivová vlna sympatie“ se vylila z Ameriky do Číny a fotografie se hojně využívala ke sbírání darů a pomoci Číně.  Vzrušené fotografiemi událostí v Číně, Spojených státech, Británii a Francii protestovaly proti japonskému bombardování čínských civilistů v otevřených městech. Američané začali používat výrazy vůči Japoncům, jako jsou „řezníci“ a „zabijáci“. Po kapitulaci v Šanghaji řekl japonský admirál Kóiči Šiozawa reportérovi z The New York Times: „Vidím, že vaše americké noviny mě nazývají zabijákem dětí.“
Čtenáři magazínu Life hlasovali pro fotografii jako jeden z deseti „Obrázků roku 1937“. V roce 1944 byla práce Wang Siao-tchinga použita ve filmu Franka Capry Bitva o Čínu.

## Dědictví
V pozdních čtyřicátých letech Andy Warhol vytvořil svou vlastní verzi fotografie, ale osud originálu není znám. Warholova série katastrof 60. let se vrátila do tohoto formátu, k interpretacím významných fotografií.
Wang Siao-tching se přestěhoval do Tchaj-peje v 70. letech 20. století, kde zemřel na cukrovku 9. března 1981 ve věku 81 let.
Fotografie se objevila v knize 100 fotografií, které změnily svět, vydané magazínem Time-Life v roce 2003. Národní geografická společnost zahrnula fotografii do knížky Stručná historie světa: ilustrovaná časová osa v roce 2006.

## Otázka pravosti fotografie

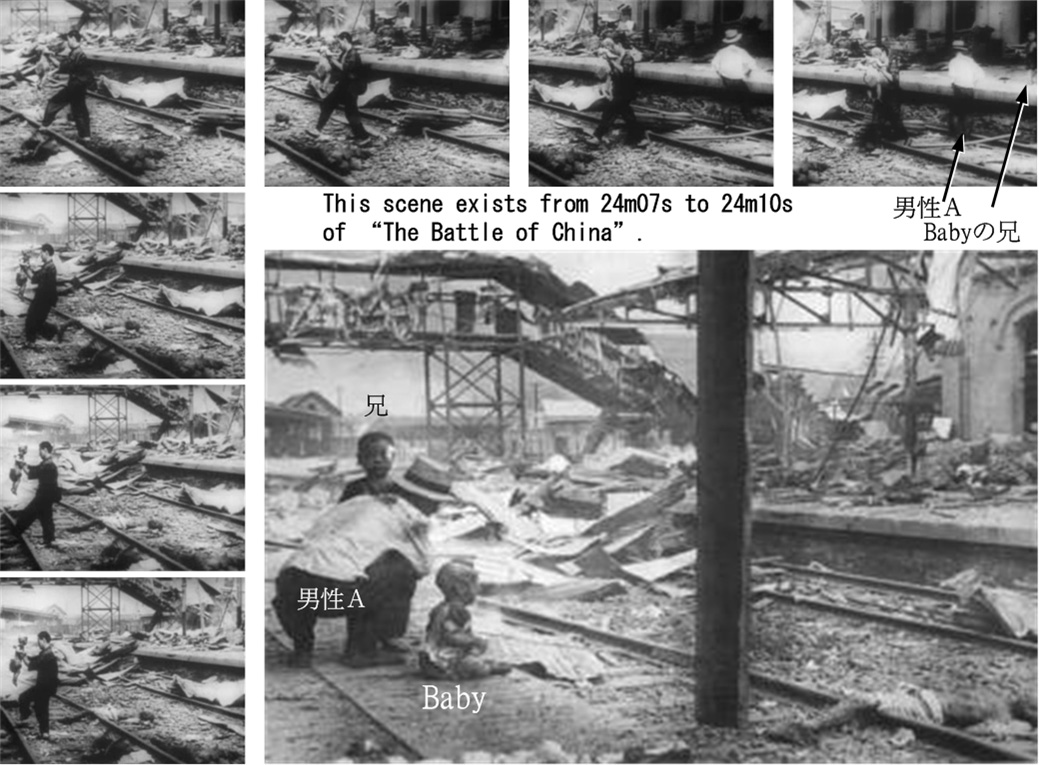
Odnesení dítěte od ostatních mrtvých a zraněných ve staré železniční stanici v Jižní Šanghaji během bombového útoku na Šanghaj (1937). Japonský text prohlašuje, že starší chlapec je bratr dítěte (A) a opomíná zmínku o dalších obětech, včetně mrtvé matky dítěte. („Prostě to je Muž A”.) Na rozdíl od níže uvedeného získávání zdrojů, je dítě nesené přes koleje - pět fotografií zcela vlevo - pochází z amerického propagandistického filmu Bitva o Čínu z roku 1944. Ostatní pocházejí z jiných zdrojů.

Japonští nacionalisté v té době nazvali tuto fotografii zmanipulovanou a japonská vláda nabídla 50 000 dolarů za hlavu fotografa, což odpovídá 870 000 USD v roce 2019. Je známo, že Wang byl proti japonské invazi do Číny a měl levicové politické sympatie, a pracoval pro vydavytele novin Williama Randolpha Hursta, který řekl svým reportérům o španělsko-americké válce: „Poskytněte mi fotografie a já poskytnu válku“. Další fotografie Wang Siao-tchinga se objevila v časopisu Look 21. prosince 1937 a zobrazuje dva muže ohýbající se nad plačícím dítětem. Předpokládalo se, že tento muž byl asistentem Wang Siao-tchinga a pomáhal komponovat snímek. Článek v časopise The Japan Times uvádí, že tento muž byl záchranář a posadil dítě před fotografa. Wang popsal tohoto muže jako otce dítěte, který přišel zachránit své děti, než se po bombardování japonská letadla opět vrátí.
V roce 1956 novinář Arthur Rothstein podpořil svůj dřívější názor, že Wang fotografii zmanipuloval. Nedávno odtajněné instruktážní video vydané americkým ministerstvem obrany bylo zveřejněno v americkém národním archivu, kde je vidět muž nesoucí dítě po železniční trati a Wang ho gestem vyzývá, aby ho následoval. V roce 1975 časopis Life publikoval fotografii s titulkem: „Říká se, že se jedná o divadlo, ale z jiného úhlu pohledu je zřejmé, že se nejedná o nic jiného než o vymyšlenou fámu“. 
V roce 1999 skupina založená profesorem Fujiokou Nobukatsu z Tokijské univerzity publikovala článek s názvem „Manipulace s dokumentárními fotografiemi v Číně: vznícení ohně nenávisti ve Spojených státech“, ve kterém Nobukacu a Šudo Higašinakano tvrdí, že fotografie ukazuje muže, který usazující jedno a pak dvě děti na kolejích s cílem vytvořit „žalostný pohled“ na ně, aby Američany připravili na válku proti Japonsku. Japonští profesoři tvrdí, že Wang úmyslně přidal kouř, aby byl obraz dramatičtější, ale Malcolm Rosholt napsal, že ve stanici byl ještě kouř, když se tam Wang Siao-tching dostal. Japonští nacionalisté netvrdí, že k bombovým útokům nedošlo, a že čínské civilní obyvatelstvo nebylo zabito a zraněno, ale fotografie prezentované jako padělky usnadňují chápání toho, že v historické zprávě jsou uvedeny nepravdivé informace. Článek Nobukacua a Higašinakana nezmiňuje další fotografii Wang Siao-tchinga, publikovanou v časopise Life, která ukazuje, jak dítě pláče na lékařských nosítkách, když dostává první pomoc od čínského lékaře. 
Wong provedl několik dalších prací popisujících japonský útok na Čínu, včetně bitvy o Sü-čou v květnu 1938 a bombardování v Kantonu v červnu. Jednal pod britskou ochranou, ale neustálé hrozby smrti ze strany japonských nacionalistů ho donutily opustit Šanghaj se svou rodinou a přestěhovat se do Hongkongu.